# 医学统计学
醫學統計學 (有時以生物測定學著名, 雖然生物測定學的新發展是涉及另外一個領域)一般來說是統計對生物學和醫學的應用。由於在生物和醫學研究問題是各種各樣的, 生物統計學擴展它的領域包括任何定量,不僅統計,也許其他模型。對臨床試驗的設計和分析就是醫學統計學在醫學裡最明顯的應用。
大部分的醫學統計學課程都是給大學學士畢業生的。在公共衛生學校、醫學院、林業或農業或應用統計的學院是常見的課程，甚至某些美國的大學會為醫學統計學設立獨立學院。
醫學統計學常用以下領域的定量方法：
- 統計學
- 運籌學
- 經濟
- 數學

常常應用在以下的研究範圍:
- 公共衛生, 包括流行病學、營養學和環境健康
- 基因組學 和人口遺傳學
- 醫學
- 生態
- 生物鑒定
- 農業